# Diestostemma rugicolle
Diestostemma rugicolle är en insektsart som först beskrevs av Victor Antoine Signoret 1855.  Diestostemma rugicolle ingår i släktet Diestostemma och familjen dvärgstritar. Inga underarter finns listade i Catalogue of Life.